# Kolhuwa
Kolhuwa – gaun wikas samiti w zachodniej części Nepalu w strefie Lumbini w dystrykcie Nawalparasi. Według nepalskiego spisu powszechnego z 2001 roku liczył on 1456 gospodarstw domowych i 7790 mieszkańców (4137 kobiet i 3653 mężczyzn).